# Tevila
Tevila (hebräisch טְבִילָה ṭəḇîlâ), das Eintauchen des gesamten Körpers in einer Mikwe ist neben נְטִילַת יָדַיִם nəṭîlat jādajim, der rituellen Waschung der Hände, und טָהֳרָה ṭāhårâ, der Totenwaschung, eine Form der rituellen Waschung im Judentum. Die ersten Aufzeichnungen über diese Praktiken finden sich in der Tora und werden in der Mischna und dem Talmud erläutert.

## Anlässe für Tevila in der heutigen Zeit
Es gibt verschiedene Situationen, in denen nach biblischen oder rabbinischen Regeln der ganze Körper in „lebendem Wasser“ untergetaucht werden soll. Dazu steigt man normalerweise in eine Mikwe; es wäre aber auch möglich, z. B. im Meer unterzutauchen.
- Frauen gehen nach der Menstruation oder der Geburt eines Kindes in die Mikwe, um den Zustand der Nidda zu beenden.
- Männer und Frauen tauchen bei einem Übertritt zum Judentum oder einer Rückkehr in der Mikwe unter.
- Viele Männer gehen am Tag vor Jom Kippur und einigen anderen Festtagen in die Mikwe.
- Manche Männer gehen auch vor dem Schabbat in die Mikwe.
- Einige chassidische Männer gehen jeden Tag vor dem Morgengebet in die Mikwe.

Im konservativen Judentum
Einige konservative Rabbiner erlegen Frauen, die nicht verheiratet sind, aber sexuelle Kontakte pflegen, auf, sich in einer Mikwe zu reinigen, da sie nach einem außerehelichen sexuellen Kontakt als „Nidda“ gelten.
Im liberalen Judentum
Im liberalen Judentum werden die Regeln der rituellen Waschungen meist nicht befolgt. Allerdings liegt es bei jedem einzelnen Mitglied, ob die Regeln befolgt werden sollten. Einige Frauen nehmen zwar aus spirituellen Gründen ein Bad in der Mikwe; dies hat aber nicht unbedingt einen Bezug zu den Reinheitsgeboten.

## Körperflüssigkeiten und Hautprobleme
Die Tora beschreibt verschiedene Rituale, in denen Hautprobleme (Tzora'ath) und unnatürliche genitale Ausscheidungen bei Männern und Frauen (Zav/Zava), (hebräisch זב) behandelt werden. Zu Zeiten des Tempels musste man spezielle Opfer bringen und Rituale vollziehen, die auch eine Eintauchung in der Mikwe beinhalteten, um sich von derartigen Problemen reinzuwaschen. Heutzutage genügt das Eintauchen in eine Mikwe.
Dazu gehören auch:
- Seminale Ausscheidung beim Mann (inklusive der Ejakulation), Keri genannt.
- Das Ende der Menstruation bei Frauen. Diese gelten während der Menstruation als „Nidda.“

Nidda
Siehe Hauptartikel Nidda (Judentum)
Zav/Zava
Wegen extremen Verhältnissen im römischen Palästina kam es in der Zeit der Amoraim dazu, dass die Frauen ihre Menstruation unregelmäßig bekamen und sie so nicht mehr zwischen natürlicher (Nidda) und unnatürlicher Ausscheidung (Zava) unterscheiden konnten. Deshalb legte man die Gesetze strenger aus, was dazu führte, dass die Frauen, sobald sie bluteten, keine sexuellen sowie physischen Beziehungen mit ihrem Mann unterhielten und sich nach sieben Tagen in einer Mikwe badeten, um wieder rituell rein zu sein. Heute pflegen bloß noch orthodoxe Frauen die Regeln der Nidda und Zava.
Keri
Männern, die Samen ausschieden – auch während des Geschlechtsverkehrs –, war der Zutritt zum Tempel verwehrt, bevor sie nicht in einer Mikwe badeten. Sie galten (trotz des Bades) bis zum Ende des Tages als unrein.
Der Talmud schrieb außerdem vor, dass Männer, während sie unrein sind, vom Studium der Tora und den Gebeten ausgeschlossen sind.
Maimonides schrieb einen Kehrvers, indem er das Gebot aufhob, basierend auf einer Meinung im Talmud, die besagt, dass die Juden zu damaligen Zeiten nicht fähig wären diese Gesetze aufrechtzuerhalten. Trotzdem hielt sich Maimonides selbst an diese Regeln.
Seit dem Kehrvers von Maimonides hielten sich nur wenige Männer an diese Regeln. Das Chassidische Judentum aber führte den regelmäßigen Mikwe-Besuch wieder ein, um dadurch spirituelle Reinheit zu erlangen. Als das Chassidische Judentum wieder mehr an Bedeutung erlangte, zogen sephardische Männer und Mitglieder der Mizrachim nach.

## Kontakt mit einem Kadaver
Dem 3. Buch Mose entsprechend muss sich jeder, der in Kontakt mit einem Tier kommt, das nicht nach den Regeln der Halacha geschlachtet wurde, rituell in einer Mikwe reinigen, da er sonst als unrein gilt.

## Jom Kippur
Die biblischen Regelungen für den Jom Kippur erfordern, dass der jüdische Hohepriester, der den Sündenbock zu Asasel schickt, sich danach rituell badet. Dasselbe gilt auch für die Person, die den Bock hinwegführt und die Person, die die Opfer verbrennt. Die Mischna besagt, dass der Hohepriester sich fünf Mal eintauchen muss, und seine Hände und Füße müssen zehnmal gewaschen werden.